# Heroes (chanson de Shinedown)
Pour les articles homonymes, voir Heroes (homonymie).
Singles de Shinedown
I Dare You
(2005) Devour
(2008)
Heroes est le septième single du groupe Shinedown sorti en 2005.

## Liste des chansons
| No | Titre  | Durée |
| -- | ------ | ----- |
| 1. | Heroes | 3:24  |

## Performance dans les charts
| Charts                                    | Meilleur position |
| ----------------------------------------- | ----------------- |
| U.S. Billboard Hot Mainstream Rock Tracks | 4                 |
| U.S. Billboard Modern Rock                | 28                |